# Rorippa atlantica
Rorippa atlantica är en korsblommig växtart som först beskrevs av John Ball, och fick sitt nu gällande namn av René Charles Maire. Rorippa atlantica ingår i släktet fränen, och familjen korsblommiga växter. Inga underarter finns listade i Catalogue of Life.